# Viaduc de Lavant
Pour les articles homonymes, voir Lavant.

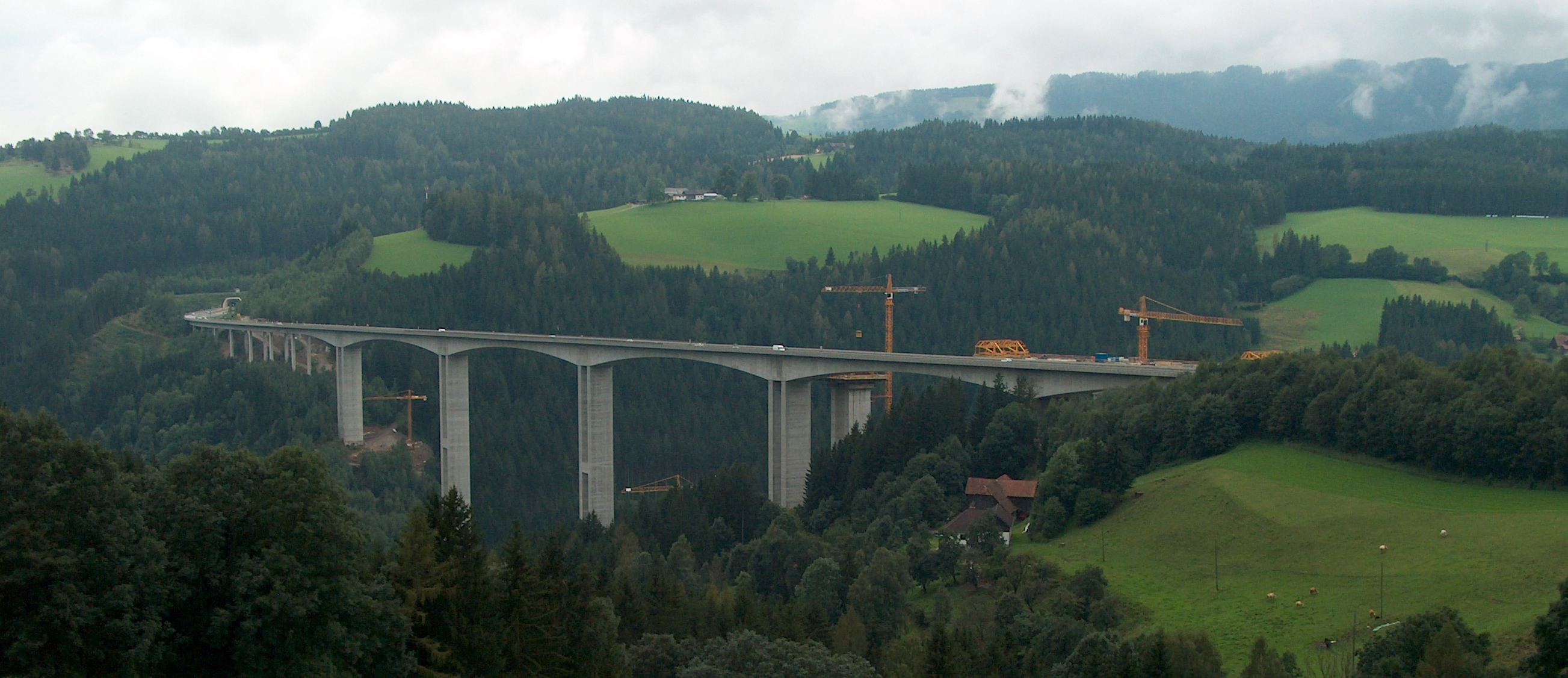
Vue du viaduc de Lavant lors des travaux

Le Viaduc de Lavant est un ouvrage d'art situé dans le Land de Carinthie en Autriche, dans le District de Wolfsberg.
Ce viaduc permet à l'Autoroute autrichienne A2 de franchir la vallée de la rivière Lavant.
Il mesure 1 097 mètres de long et culmine à 165 mètres de hauteur. Il est le second plus grand pont d'Autriche.
Le viaduc est constitué de deux travées. La première fut achevée et ouverte à la circulation routière le 26 juillet 2006. Les travaux de la seconde travée, commencèrent en 2004 et furent terminés en novembre 2007.